# Jamie Oliver
James Trevor Oliver MBE (Essex, condado al sureste de Inglaterra, 27 de mayo de 1975) es un cocinero británico. Presentado por la BBC, se convirtió en uno de los cocineros más influyentes del Reino Unido. Sus platos generalmente son una mezcla de cocina italiana y cocina oriental, y en ellos, tienen un importante papel las hierbas aromáticas y las especias.

## Trayectoria profesional
Su primer trabajo fue como repostero en el nuevo restaurante de Antonio Carluccio donde ganó experiencia en la preparación de la cocina italiana y desarrollado una relación con su mentor Gennaro Contaldo. Más adelante en su carrera, Jamie contrató a Genaro Contaldo para ayudar a administrar su exitosa colección de restaurantes. Jamie se trasladó a Londres al restaurante "The River Café" en Fulham.
Fue ahí donde lo conoció la BBC después de hacer una aparición sin guion en un documental sobre el restaurante, "Navidad en el River Café".
En 1999, se emitió su programa de televisión The naked Chef y su libro de cocina se convirtió en superventas n.º 1 en el Reino Unido. El mismo año Jamie Oliver fue invitado para preparar el almuerzo para el entonces primer ministro Tony Blair en el 10 Downing Street
En junio de año 2000, Jamie Olvier se convirtió en el rostro de la cadena de supermercados Sainsbury en Reino Unido a través de un contrato de patrocinio por valor de $2 millones al año.
Después de tres series de programas Naked Chef para la BBC, Oliver se trasladó a Canal 4 en el Reino Unido, donde su primera serie era un documental, la cocina de Jamie que siguió a la creación de 15 restaurante en Londres. El restaurante, en el Westland Place, Londres, continúa entrenando adultos jóvenes que tienen un fondo de desventaja para las carreras en el negocio de los restaurantes.
En junio de 2003, Oliver fue galardonado con un miembro de la Orden del Imperio Británico (MBE)
En 2005, Oliver inició una campaña originalmente llamada "Feed Me Better" para dirigir a los escolares británicos hacia el consumo de alimentos sanos y apartarlos de la comida basura. Como resultado, el gobierno británico también se comprometió a abordar la cuestión. Adentrarse en la política para presionar por cambios en la nutrición dio lugar a que la gente le votara como "La figura más inspiradora políticamente de 2005," de acuerdo con un sondeo entre los espectadores del Canal 4 Noticias. Su énfasis en cocinar alimentos frescos y nutritivos continuó como él creó Ministerio de Alimentación de Jamie, una serie de televisión donde Oliver viajó a inspirar a la gente común en Rotherham, Yorkshire, para cocinar comidas saludables. Otra serie de televisión es  Revolución de Jamie Oliver Food  (2010-2011), donde viajó primero a Huntington, Virginia Occidental y luego en Los Ángeles, California para cambiar la forma de comer de los estadounidenses, y abordar su dependencia de la comida rápida.

### Programas de televisión
| Año       | Programa                     | Descripción/Notas |
| --------- | ---------------------------- | --- |
| 1999-2001 | The Naked Chef               | 3 series más 3 especiales Primera serie de Oliver. El título era una referencia a la sencillez de las recetas de Oliver y no tiene nada que ver con la desnudez. |
| 2000      | Pukka Tukka                  | Especial en el canal 4 |
| 2002      | Oliver's Twist               | 52 episodios |
| 2002      | Jamie's Kitchen              | Un documental de 5 episodios donde se sigue a Jamie Oliver donde intenta formar a un grupo de jóvenes desfavorecidos. |
| 2003      | Return to Jamie's Kitchen    | 2 episodios |
| 2005      | "Jamie's School Dinners"     | Una serie documental de cuatro partes donde Jamie Oliver tomó la responsabilidad de ejecutar las comidas de cocina en la escuela Kidbrooke en Greenwich, por un año. Disgustado por la comida poco saludable que se sirve a los niños de la escuela y la falta de alternativas saludables que se ofrecen, Oliver comenzó una campaña para mejorar la calidad de las comidas escolares de Gran Bretaña. |
| 2005      | Jamie's Great Italian Escape | Una serie de seis partes, una guía de Viaje, emitió por primera vez en el canal 4 en el Reino Unido en octubre de 2005. De ello se desprende Oliver en su viaje por Italia en un azul VW van (además de un remolque para cocinar). Él está a punto de cumplir 30 y esta es su aventura personal para redescubrir su amor por la cocina.                                                                |
| 2006      | Jamie's Kitchen Australia    | 10 episodios |
| 2021      | Selena + Chef                | Invitado estrella en la tercera temporada del programa de cocina presentado por la actriz y cantante Selena Gomez para la cadena HBO Max. |

## Cronología de sus programas
The Naked Chef (1998-1999)

Pukka Tukka (2000) 

Jamie's Kitchen (2002) 

Oliver's Twist (2002) 

Jamie's School Dinners (2005) 

Jamie's Great Italian Escape (2005) 

Jamie's Kitchen Australia (2006) 

Jamie's turn to School Dinners (2006) 

Jamie's Chef (2007) 

Jamie at Home (2007) 

Jamie's Fowl Dinners (2008) 

Jamie's Ministry of Food (2008) 

What's Cooking? with Jamie Oliver (2008) 

Jamie Saves Our Bacon (2009)

Jamie's 30 minute meals (2011) 

Jamie's 15 minute meals (2013) 

Programas de Jamie Oliver en español:
Las escapadas de Jamie Oliver 

Cocinando con Jamie Oliver en 30 minutos 

Cocinando con Jamie Oliver en 15 minutos 

La revolución gastronómica de Jamie Oliver 

Jamie Oliver de viaje por América 

Las Jamie Oliver de viaje por Italia 

Jamie Oliver, Embajador de la cocina 

Jamie’s Kitchen 

Jamie’s Chef 

En casa de Jamie Oliver 

Aprende a cocinar con Jamie Oliver 

Jamie's Comfort Food 

- En España
  - Diferentes programas de Jamie Oliver a diferentes horas en el canal de pago español Canal Cocina y TVE.

## Vida privada
Está casado desde el año 2000 con Juliette Norton, una exmodelo, con quien tiene tres hijas llamadas, Poppy Honey Rosie Oliver (2002), Daisy Boo Pamela Oliver (2003), Petal Blossom Rainbow Oliver (2009) y dos hijos llamados, Buddy Bear Maurice Oliver (2010) y River Rocket Blue Dallas Oliver (2016). La familia vive en Clavering, Essex. Es disléxico. Canta y toca la batería. Su holding se llama Sweet As Candy. El periódico The Sunday Times lo incluyó entre los británicos más ricos, menores de 30 años.

## Libros de cocina
- Something for the Weekend, ISBN 0-14-102258-2
- The Naked Chef, ISBN 0-7868-6617-9
- The Return of the Naked Chef, ISBN 0-7181-4439-2
- Happy Days with the Naked Chef, ISBN 0-7868-6852-X
- The Naked Chef Takes Off, ISBN 0-7868-6755-8
- Jamie's Kitchen, ISBN 1-4013-0022-7
- Jamie's Dinners, ISBN 1-4013-0194-0
- Jamie's Italy, ISBN 0-7181-4770-7
- Cook With Jamie: My Guide to Making You a Better Cook, ISBN 0-7181-4771-5
- Jamie's Little Book of Big Treats, ISBN 0-14-103146-8
- Jamie at Home: Cook Your Way to the Good Life, ISBN 0-7181-5243-3
- Jamie's Ministry of Food: Anyone Can Learn to Cook in 24 Hours, ISBN 978-0-7181-4862-1
- Jamie's Red Nose Recipes, ISBN 0-14-104178-1
- Jamie's king of foodfast
- Ultimate VEG (comida vegetariana), ISBN 978-1-250-262288-2